# أنتي سيرداروشيتش
أنتي سيرداروشيتش هو لاعب كرة قدم بوسني في مركز الوسط، ولد في 24 يناير 1983 في توميسلافغراد في البوسنة والهرسك. لعب مع زرينيسكي موستار وغرويتر فورت ونادي شيروكي برييغ.

## وصلات خارجية
- أنتي سيرداروشيتش على موقع قاعدة بيانات كرة القدم.إي يو (الإنجليزية)
- أنتي سيرداروشيتش على موقع Soccerway.com (الإنجليزية)